# Bago (Negros Occidental)
Bago è una città componente delle Filippine, situata nella Provincia di Negros Occidental, nella Regione di Visayas Occidentale.
L'intero territorio della municipalità è parte del Parco naturale del monte Kanla-on, istituito nel 1997  dall'allora presidente delle Filippine Gloria Arroyo.
Bago è formata da 24 baranggay:
- Abuanan
- Alianza
- Atipuluan
- Bacong-Montilla
- Bagroy
- Balingasag
- Binubuhan
- Busay
- Calumangan
- Caridad
- Dulao
- Ilijan

- Jorge L. Araneta (Ma-ao Central)
- Lag-Asan
- Ma-ao Barrio
- Mailum
- Malingin
- Napoles
- Pacol
- Poblacion
- Sagasa
- Sampinit
- Tabunan
- Taloc